# Phoxobunus rostratus
Phoxobunus rostratus is een hooiwagen uit de familie Triaenonychidae.